# هفتاد و چهارمین جشنواره فیلم ونیز
هفتاد و چهارمین جشنواره فیلم ونیز از تاریخ ۳۰ اوت تا ۹ سپتامبر (۸ تا ۱۸ شهریور) در کشور ایتالیا برگزار شد. آنت بنینگ بازیگر آمریکایی در راس هیئت داوران بخش رقابتی جشنواره قرار گرفت. جشنواره با اولین نمایش جهانی فیلم کوچک کردن ساخته الکساندر پین افتتاح شد. در این دوره از جشنوارهٔ ونیز فیلمِ شکل آب ساخته گیرمو دل تورو توانست جایزه شیر طلایی را از آنِ خود کند.

همچنین وحید جلیلوند جایزه بهترین کارگردانی و نوید محمدزاده جایزه بهترین بازیگری را برای فیلم «بدون تاریخ، بدون امضا» از بخش «افق‌های نو» جشنواره ونیز کسب کردند.

## بخش اصلی

### رقابت اصلی
| نام                                | نام اصلی                                  | کارگردان         | کشور                      |
| ---------------------------------- | ----------------------------------------- | ---------------- | ------------------------- |
| آموری و مالاویتا                   | Ammore e Malavita                         | برادران مانتی    | ایتالیا                   |
| فرشتگان سفید می‌پوشند               | Jia Nian Hua                              | ویوین کو         | فرانسه چین                |
| کوچک کردن                          | Downsizing                                | الکساندر پین     | ایالات متحده آمریکا       |
| اکس لیبریس: کتابخانه عمومی نیویورک | Ex Libris – The New York Public Library   | فردریک وایزمن    | ایالات متحده آمریکا       |
| یک خانواده                         | Una Famiglia                              | سباستین ریسو     | ایتالیا                   |
| اولین اصلاح‌شده                     | First Reformed                            | پل شریدر         | ایالات متحده آمریکا       |
| فاکس‌ترات                           | Foxtrot                                   | ساموئل مائوز     | اسرائیل آلمان             |
| حنا                                | Hannah                                    | آندرا پالائورو   | ایتالیا بلژیک             |
| ویلا                               | La Villa                                  | روبر گدیگیان     | فرانسه                    |
| جریان انسانی                       | Human Flow                                | آی وی‌وی          | آلمان ایالات متحده آمریکا |
| توهین                              | L'insulte                                 | زیاد دویری       | فرانسه لبنان              |
| حفظ گارد                           | Jusqu'à la Garde                          | خاویر لگراند     | فرانسه                    |
| به پیت تکیه کن                     | Lean on Pete                              | اندرو هیگ        | ایالات متحده آمریکا       |
| الا و جان                          | Ella and John                             | پائولو ویردزی    | ایتالیا                   |
| مکتوب، عشق من: آوازخواندن          | Mektoub, My Love: Canto Uno               | عبداللطیف کشیش   | ایتالیا فرانسه            |
| مادر!                              | !Mother                                   | دارن آرونوفسکی   | ایالات متحده آمریکا       |
| شکل آب                             | The Shape of Water                        | گیرمو دل تورو    | ایالات متحده آمریکا       |
| آیکون حومه شهر                     | Suburbicon                                | جرج کلونی        | ایالات متحده آمریکا       |
| کشور شیرین                         | Sweet Country                             | وارویک تورونتون  | استرالیا                  |
| سومین قاتل                         | Sandome No Satsujin                       | هیروکازو کورئیدا | ژاپن                      |
| سه بیلبورد بیرون از ابینگ، میزوری  | Three Billboards Outside Ebbing, Missouri | مارتین مک‌دونا    | انگلستان                  |

### خارج از مسابقه
| نام                     | نام اصلی                           | کارگردان              | کشور                |
| ----------------------- | ---------------------------------- | --------------------- | ------------------- |
| نزاع در سلول بلاک ۹۹    | Brawl in Cell Block 99             | اس کریگ زالر          | ایالات متحده آمریکا |
| رنگ مخفی چیزها          | Il colore nascosto delle cose      | سیلویو سولدینی        | ایتالیا             |
| دیوا                    | Diva!                              | فرانسچکو پوتیرنو      | ایتالیا             |
| ملودی                   | La mélodie                         | رشید حامی             | فرانسه              |
| پابلو دوست داشتنی       | Loving Pablo                       | فرناندو لئون د آرانوا | اسپانیا بلغارستان   |
| روح‌های ما در شب         | Our Souls at Night                 | ریتش باترا            | ایالات متحده آمریکا |
| خشم کودا                | Outrage Coda                       | تاکشی کیتانو          | ژاپن                |
| زندگی شخصی یک زن امروزی | The Private Life of a Modern Woman | جیمز توباک            | ایالات متحده آمریکا |
| وفادار                  | Le Fidèle                          | مایکل راسکام          | بلژیک فرانسه        |
| ویکتوریا و عبدل         | Victoria & Abdul                   | استیون فریرز          | انگلستان            |
| تجربه تلخ               | Wormwood                           | ارول موریس            | ایالات متحده آمریکا |
| زاما                    | Zama                               | لوکرسیا مارتل         | برزیل آرژانتین      |

### افق‌ها
| نام                   | نام اصلی                | کارگردان                                                   | کشور                        |
| --------------------- | ----------------------- | ---------------------------------------------------------- | --------------------------- |
| خوبان                 | Les Bienheureux         | صوفیه جامه                                                 | فرانسه بلژیک                |
| پسر عمو               | Ha Ben Dod              | تذهی گراد                                                  | اسرائیل                     |
| ناپدید شدن            | Disappearance           | علی عسگری                                                  | ایران قطر                   |
| گونه‌های در معرض تهدید | Espèces menacées        | جیل بوردس                                                  | فرانسه بلژیک                |
| گربه سیندرلا          | Una Famiglia            | مارینو گوارنیری، داریو سانسونه، آلساندرو راک، ایوان کاپیلو | ایتالیا                     |
| ناپیدا                | Invisible               | پابلو جورجلی                                               | آرژانتین برزیل              |
| جنگ                   | Krieg                   | ریک اوسترمان                                               | آلمان                       |
| فراموشی نشانه‌ها       | Los Versos del Olvido   | علیرضا خاتمی                                               | فرانسه آلمان                |
| ماروین                | Marvin                  | آن فونتن                                                   | فرانسه                      |
| نیکو ۱۹۸۸             | Nico, 1988              | سوزانا نیکیاریلی                                           | ایتالیا بلژیک               |
| شب من شنا می‌کنم       | La Nuit où j'ai nagé    | دیمین منوئل، ایگراشی کوهی                                  | فرانسه ژاپن                 |
| بدون تاریخ بدون امضا  | No Date, No Signature   | وحید جلیلوند                                               | ایران                       |
| تجاوز به رسی تیلور    | The Rape of Recy Taylor | آمیچای گرینبرگ، نانسی بویرسکی                              | ایالات متحده آمریکا اسرائیل |
| عهد جدید              | Haedut                  | آمیچای گرینبرگ                                             | اتریش اسرائیل               |
| مردم زشت و کثیف       | Brutti e cattivi        | کوزیمو گومز                                                | ایتالیا فرانسه              |
| زیر درخت              | Undir trénu             | هافستین گونار سیگورسسون                                    | دانمارک ایسلند              |
| زندگی در شهر          | The Shape of Water      | ادواردو وینسپیر                                            | ایتالیا                     |
| غرب سانشاین           | West of Sunshine        | جیسون راف تاپولاس                                          | استرالیا                    |

## بخش‌های مستقل

### هفته منتقدان بین‌المللی
| نام                   | نام اصلی                 | کارگردان                | کشور                         |
| --------------------- | ------------------------ | ----------------------- | ---------------------------- |
| دهانه                 | Il Cratere               | لوکا بلینو، سیلویا لوسی | ایتالیا                      |
| رانش                  | Drift                    | هلنا ویتمن              | آلمان                        |
| خلیج                  | Körfez                   | امره یکسان              | ترکیه آلمان                  |
| فصل شکار              | Temporada de caza        | ناتالیا گراجولا         | آرژانتین ایالات متحده آمریکا |
| بالشتک                | Pin Cushion              | دبورا هایوود            | انگلستان                     |
| سم                    | Veleno                   | دیگو اولیوارز           | ایتالیا                      |
| سارا در نقش یک گرگینه | Sarah joue un loup garou | کاترینا ویس             | سوئیس آلمان                  |
| تیم طوفان             | Team Hurricane           | آنتیا برگ               | دانمارک                      |
| پسران وحشی            | Les garçons sauvages     | برتراند مندیکو          | فرانسه                       |

## هیئت داوران

### رقابت اصلی
- آنت بنینگ، بازیگر آمریکایی (رئیس هیئت داوران)
- ایلدیکو انیدی، فیلمنامه‌نویس و فیلمساز مجارستانی
- میشل فرانکو، کارگردان، تهیه‌کننده و فیلمنامه‌نویس مکزیکی
- ربکا هال، بازیگر انگلیسی
- آنا موگلالیس، بازیگر فرانسوی
- یاسمینه ترینکا، بازیگر ایتالیایی
- ادگار رایت، کارگردان و فیلمنامه‌نویس انگلیسی
- دیوید استارتون ، منتقد فیلم انگلیسی
- یونفان، کارگردان، تهیه‌کننده و فیلمنامه‌نویس تایوانی

### افق‌ها
- جانی آملیو، کارگردان ایتالیایی (رئیس هیئت داوران)
- رخشان بنی‌اعتماد، کارگردان ایرانی
- آمی کینن مان، کارگردان آمریکایی
- ربکا زلوتوفسکی، فیلمنامه‌نویس و کارگردان فرانسوی
- مارک کوزینز، فیلمنامه‌نویس و کارگردان اسکاتلندی ایرلندی
- اندرس دوپات، فیلمنامه‌نویس معمار و هنرمند آرژانتینی
- فین تروک، کارگردان و فیلمنامه‌نویس بلژیکی

## جوایز
بخش مسابقه
- شیر طلایی: شکل آب (گی‌یرمو دل تورو)
- شیر نقره‌ای جایزه بزرگ هیئت داوران: فکس‌ترت (ساموئل ماوز)
- شیر نقره‌ای بهترین کارگردانی: زاویه لگران برای «حبس»
- بهترین بازیگر زن: شارلوت رمپلینگ برای «هانا»
- بهترین بازیگر مرد: کامِل الباشا برای «توهین»
- بهترین فیلمنامه: مارتین مک‌دونا برای «سه تابلو بیرون ابینگ، میزوری»
- جایزه ویژه هیئت داوران: وارویک تورنتون برای «سوئیت کانتری»

بخش افق‌ها
- بهترین فیلم: «نیکو، ۱۹۸۸» از سوزانا نیچیارلی
- بهترین کارگردان: وحید جلیلوند برای «بدون تاریخ، بدون امضا»
- جایزه ویژه هیئت داوران: «کانیبا» ساخته ورنا پاراول و لوسین کستینگ تیلور
- بهترین بازیگر زن: لینا کودری برای «خوشبخت»
- بهترین بازیگر مرد: نوید محمدزاده برای «بدون تاریخ، بدون امضا»
- بهترین فیلمنامه: علیرضا خاتمی برای «ابیات پنهانی»
- جایزه بهترین فیلم اول: زاویه لگران برای «حبس»

بخش کلاسیک
- بهترین مستند دربارهٔ سینما: «شاهزاده و دیبوک» ساخته الویرا نیوورا، پیوتر روسولوفسکی
- بهترین بازیابی فیلم: الم کلیموف برای Idi I Smotri

بخش VR ونیز
- بهترین فیلم VR: «بیداری آردن» از یوجین چانگ
- بهترین تجربه VR: لاری اندرسون و سین چین هوانگ برای «La camera insabbiata»
- بهترین داستان VR: جینا کیم برای «بدون خونریزی»

## حاشیه‌ها

### قبل از برگزاری

#### آنت بنینگ، رئیس هیئت داوران
آنت بنینگ که تا به حال نامزد دریافت چهار جایزه اسکار شده، مسئولیت هدایت هیئت داوران هفتاد و چهارمین فستیوال فیلم ونیز را بر عهده خواهد داشت و به این ترتیب پس از ۱۱ سال اولین زنی است که عهده‌دار این پست می‌شود. آخرین باری که یک زن هدایت هیئت داوران ونیز را بر عهده گرفت سال ۲۰۰۶ بود که کاترین دونو بازیگر فرانسوی این کار را کرد.
آلبرتو باربرا، مدیر هنری ونیز در بیانیه‌ای گفت:
وقتش بود که لیست طولانی رئیس‌های مرد را کنار بگذاریم و یک زن به شدت با استعداد و الهام بخش را دعوت کنیم تا مسئولیت ریاست هیئت داوران بخش رقابتی بین‌المللی امسال را بر عهده بگیرد. من به شدت خوشحال هستم که آنت بنینگ این نقش را قبول کرده و مطمئنم که آن را با توجه به جایگاه، هوش و استعدادهایی که طی مسیر حرفه‌ای کاری‌اش در هالیوود، اروپا و روی صحنه تئاتر به نمایش گذاشته، به سرانجام می‌رساند.
بنینگ نیز در در بیانیه‌ای گفت:
مفتخر هستم که از من درخواست شده رئیس هیئت داوران فستیوال فیلم ونیز امسال باشم. مشتاقم که بتوانم همراه با دیگر اعضای هیئت داوران فیلم‌ها را ببینم و بهترین‌های امسال سینما از سراسر دنیا را جشن بگیرم.

#### لکسوس، اسپانسر هفتاد و چهارمین جشنواره فیلم ونیز
لکسوس در هفتاد و چهارمین جشنواره فیلم ونیز برای اولین بار به عنوان یکی از اصلی‌ترین اسپانسرها حضور خواهد داشت. لکسوس در طول این جشنواره ۴۰ دستگاه از جدیدترین خودروهای هیبرید خود را جهت جابجایی مهمانان و هنرمندان معروف در اختیار تیم برگزاری قرار می‌دهد. دو خودروی جدید لکسوس ال‌سی هیبرید و لکسوس ال‌اس جدید هیبرید در این جشنواره مورد استفاده قرار می‌گیرند.لوئیچی لوچا مدیر لکسوس ایتالیا در این خصوص گفت:
افتخار می‌کنیم که در چنین رویداد مهمی حضور داریم و می‌توانیم در مدت زمان یازده روز دو محصول لوکس لکسوس را به مردم معرفی کنیم. لکسوس همیشه سعی داشته ارتباط نزدیکی با دنیای فیلم و سینما داشته باشد.

#### تجلیل ازجین فونداورابرت ردفورد
جین فوندا و رابرت ردفورد در جشنواره فیلم ونیز با جوایز شیر طلایی به بهانهٔ یک عمر فعالیت هنری مورد قدردانی قرار می‌گیرند؛ رویدادی که شامل اولین نمایش جهانی فیلم جدید آن‌ها با عنوان روح‌های ما در شب هم خواهد شد. این زوج روز اول سپتامبر جوایزشان را در Palazzo del Cinema دریافت می‌کنند؛ درست پیش از نمایش جدیدترین فیلم‌شان.

#### گردهمایی بزرگان تاریخ سینما در ونیز کلاسیک
بخش کلاسیک هفتادو چهارمین جشنواره ونیز امسال گردهمایی از آثار بزرگان سینما را تدارک دیده‌است. این بخش پذیرای نسخه ترمیم‌شده آثار کارگردانان مطرحی چون آنتونیونی، گدار، اسپیلبرگ، شابرول و برتولوچی است. ریاست هیئت داوران بخش کلاسیک جشنواره ونیز را جوزپه پیکونی کارگردان ایتالیایی بر عهده دارد. مسولیت اصلی او در این سمت، انتخاب بهترین فیلم ترمیم شده و هم‌چنین انتخاب بهترین مستند دربارهٔ سینما است. این مستندها در بخش کلاسیک جشنواره ونیز به نمایش در می‌آیند. در واقع در این بخش برنامه‌ای نیز به نمایش جدیدترین مستندهای از سراسر جهان با موضوع سینما اختصاص پیدا کرده‌است.

#### تجلیل ازجولین مور
جایزه فرانکا سوزانی که به یاد سردبیر مجله ووگ ایتالیا که ماه دسامبر درگذشت ایجاد شده، یکم سپتامبر به جولین مور اهدا می‌شود.
در جشنواره فیلم ونیز جولین مور این جایزه را از دست کالین فرت بازیگر انگلیسی در لیدو و در جایی دریافت می‌کند که سال پیش پسر سوزانی مستندی با عنوان «فرانکا: آشفتگی و خلاقیت» را به نمایش درآورده بود. هیئت داوران این جایزه متشکل از نام‌های تأثیرگذار در صنعت مد ایتالیا و فیلم است که دوناتلا ورساچی، پیرپائولو پیکولی، کارلو کاپاسا و دیگو دلا واله از جمله آن‌ها هستند.

### جایزه فیلمساز سال برایاستیون فریرز
جایزه فیلمساز سال «Jaeger-LeCoultre» این رویداد سینمایی که به پاس نقش قابل ملاحظه در نوآوری سینما معاصر به یک سینماگر اعطاء می‌شود، امسال به استیون فریرز کارگردان ۷۶ ساله انگلیسی فیلم‌هایی چون «فیلومنا»، «ملکه» و «روابط خطرناک» تقدیم می‌شود. وی این جایزه را طی مراسمی در تاریخ سوم سپتامبر و در جریان برگزاری هفتادوچهارمین جشنواره بین‌المللی فیلم ونیز و پیش از نمایش ساخته جدیدش «ویکتوریا و عبدول» در بخش غیررقابتی دریافت می‌کند.

### بعد از برگزاری

#### اعتراض به نادیده گرفتن زنان فیلم‌ساز در ونیز
از میان ۲۱ فیلم بخش رقابت اصلی جشنواره فیلم ونیز تنها فیلمی که کارگردان زن دارد، «فرشته‌ها سپید می‌پوشند» به کارگردانی ویوین کو است. به این ترتیب ترکیب بخش رقابتی جشنواره کن با سه فیلمساز زن در مقابل ونیز پیشرو به نظر می‌رسد.
در این میان آلبرتو باربرا مدیر جشنواره ونیز حضور کمرنگ فیلمسازان زن را مشکل جشنواره نمی‌داند و باور دارد اینکه تنها یک زن فیلمساز با برآورده کردن معیارهای جشنواره توانسته در بخش رقابتی حضور پیدا کند، ایرادی ندارد. باربرا در این باره گفت: «دوست ندارم در فرایند انتخاب فیلم‌ها به اعداد و آمار اتکا کنم. متاسفم که فیلمسازان زن اندکی در این دوره از جشنواره حضور دارند اما کار ما که تولید فیلم نیست.»

آنت بنینگ بازیگر آمریکایی رئیس هیئت داوران بخش مسابقه بین‌الملل این دوره جشنواره در پاسخ به این پرسش که در بین ۲۱ فیلم بخش مسابقه بین‌الملل تنها یک فیلم را یک فیلمساز زن ساخته‌است، گفت:
خیلی هیجان‌زده شدم که از من خواستند اینجا باشم، برای همین تعداد فیلم‌هایی را که زنان ساخته‌اند و در جشنواره حضور دارند، نشمردم. به عنوان زن در کاری که انجام می‌دهیم باید تیز، زیرک و خلاق باشیم. نگاه جنسیتی وجود دارد و تردیدی دربارهٔ آن نیست، اما اوضاع عوض می‌شود.